# مسجد المحمدية (كيلايان)
مسجد المحمدية (بالاندونيسية: Masjid Muhammadiyah Kelayan)هو مسجد يقع في جالان بي كيلايان في قرية كيلايان الغربية، جنوب بنجرماسين في مدينة بنجرماسين التابعة لمقاطعة كليمنتان الجنوبية .

## البناء
بني مسجد المحمدية كيلايان في عام 1938، يقع المسجد على ضفاف نهر كيلايان، في الجهة التي تواجه جالان بي كيلايان، في حين أن الجزء الخلفي يقع على ضفاف نهر كيلايان.

## وصلات خارجية
- موقع المسجد
- عن المسجد